# Diamond Rexx
Diamond Rexx is een Amerikaanse heavy metal/glam metalband uit Chicago, opgericht in 1985 door zangeres Nasti Habits en gitarist Scott St. Lust (ook bekend als S. Scot Priest, ook van D'Molls).

## Bezetting
Huidige leden
- Nasti Habits (leadzang, 1985–heden)
- S.S. Priest (lead- en ritmegitaar, 1985–1995, 2000–heden)
- Dave Andre (basgitaar, 1985–1989, 2004–heden)
- Johnny Cottone (drums)

Voormalige leden
- Johnny Cottone (drums, achtergrondzang, 1985–1987, 2015–2017)
- Johnny L. Angel (lead- en ritmegitaar, 1987–1990)
- Chrissy Salem (basgitaar, achtergrondzang, 1988–1992)
- Basil Cooper (basgitaar, achtergrondzang, 1992–1993, 2001–2002)
- Tim Tully  (drums, percussie, 1987–1988)

- Billy Nychay (drums, percussie, 1989–2003)
- Rob Pace (drums, percussie, 2003)
- Bill Schmidt (drums, percussie, 2004–2007)
- Tommy Evans (basgitaar)
- Tommy Hanus (basgitaar)
- George Lorenzi (drums, 1992–1993 & 2017 tot heden)

Bemanning en personeel
- Danny Brasky (podium en geluid)
- Jim Haupert – (verlichting en promoting)
- Billy Cafero
- Chris Johnson
- Billy Johnson
- Lynn Drake

## Geschiedenis
Zanger Nasti Habits creëerde de oorspronkelijke vierkoppige bezetting met gitarist S.S. Priest in 1985. Vier maanden na hun eerste liveshow tekende de band een managementovereenkomst met Mark Nawala, die de band vervolgens intekende bij Island Records en met de toevoeging van bassist Dave Andre en drummer Johnny Cottone brachten ze hun debuutalbum Land of the Damned uit in 1986. In 1989 tekende de band bij het onafhankelijke Red Light Records, waar ze in 1990 hun tweede album Rated Rexx en hun derde publicatie Golden Gates (1991) uitbrachten. Met het album praalde S.S. Priest op gitaar, maar eigenlijk werden alle gitaren uitgevoerd door John Luckhaupt (ook bekend als: Johnny L. Angel) die de band vlak voor het uitbrengen van het album had verlaten. De band had tijdens de jaren 1990 een onderbreking, maar Habits formeerde in 2001 een nieuwe bezetting, nu met SS Priest op gitaar, Basil Cooper (ex-Daisy Chain/Mind Bomb) op bas- en achtergrondzang en Billy Nychay op drums, de band is nu beïnvloed door alternatieve metal. Deze bezetting nam het album Rexx Erected op, uitgebracht bij Diamond Records, waarna Cooper werd vervangen door Tommy Hanus. The Evil werd in 2002 uitgebracht bij Crash Music Records. In 2006 voegde bassist Tommy Evans zich bij de band en het jaar daarop keerde de oorspronkelijke drummer Johnny Cottone terug op drums. De band ging toen op non-actief en bleef de komende jaren stil. In 2009 werd de oorspronkelijke bezetting van Habits/Andre/Priest/Cottone herenigd voor een show ter gelegenheid van het 20-jarige jubileum.

## Discografie

### Albums
- 1986: Land of the Damned
- 1990: Rated Rexx
- 1991: Golden Gates
- 2001: Rexx Erected
- 2002: The Evil

### Ep's
- 1989: Golden Gates